# Rhigospira quadrangularis
Rhigospira quadrangularis är en oleanderväxtart som först beskrevs av Müll. Arg., och fick sitt nu gällande namn av John Miers. Rhigospira quadrangularis ingår i släktet Rhigospira och familjen oleanderväxter. Inga underarter finns listade i Catalogue of Life.